# Баярке
Баярке (на испански: Bayarque) е населено място и община в Испания. Намира се в провинция Алмерия, в състава на автономната област Андалусия. Общината влиза в състава на района (комарка) Вале дел Алмансора. Заема площ от 27 km². Населението му е 233 души (по данни от 2010 г.). Разстоянието до административния център на провинцията е 120 km.

## Демография
| 1996 | 1998 | 1999 | 2000 | 2001 | 2002 | 2003 | 2004 | 2005 | 2006 |
| ---- | ---- | ---- | ---- | ---- | ---- | ---- | ---- | ---- | ---- |
| 235  | 237  | 234  | 238  | 241  | 235  | 233  | 246  | 250  | 237  |